# Lori Idlout

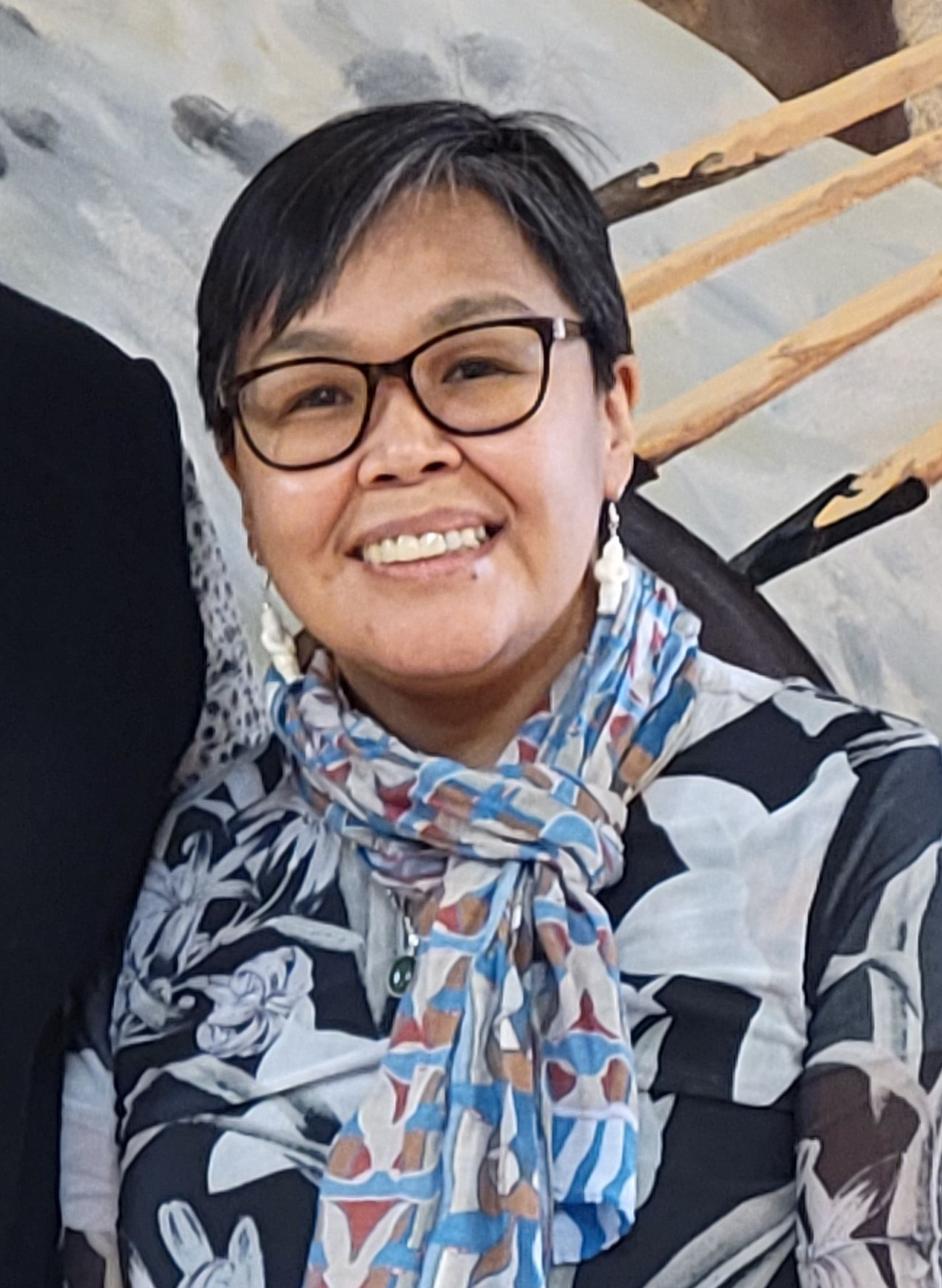
Lori Idlout (2022)

Lori Idlout (Inuktitut: ᓘᕆ ᐃᓪᓚᐅᖅ; * 28. März 1974 in Iglulik) ist eine kanadische Politikerin. Seit 2021 ist sie als Mitglied der Neue Demokratische Partei Abgeordneter des Unterhauses für den Wahlkreis Nunavut.

## Leben und Karriere
Lori Idlout wurde am 28. März 1974 in Iglulik geboren. Als Kind zog ihre Familie zwischen Igloolik, Pond Inlet, Rankin Inlet und Chesterfield Inlet um. Sie lebt derzeit in Iglulik und hat sieben Kinder.
1997 erwarb sie einen Bachelorabschluss in Psychologie an der Lakehead University. Danach arbeitete sie als Gesundheitspolitikanalystin für die Regierung von Nunavut. Zwischen 2004 und 2011 war sie Geschäftsführerin einer Non-Profit-Organisation zur Suizidprävention in Nunavut.
Im Jahr 2018 schloss sie ihr Jurastudium an der Universität Ottawa ab. Danach eröffnete sie eine Anwaltskanzlei, Qusugaq Law. Als Anwältin vertrat sie Gruppen, die sich gegen die Ausweitung des Eisenerzbergbaus auf der Baffininsel aussprachen. Sie vertrat auch Gruppen, die sich für die Rechte der Inuit Jäger und Trapper einsetzten.
Im August 2021 wurde Idlout als Kandidat der Neue Demokratische Partei für den Wahlkreis Nunavut in der kommenden Kanadische Unterhauswahl 2021 nominiert. Bei der Wahl wurde sie mit 47,7 % der Stimmen gewählt. Sie trat die Nachfolge ihres Parteikollegen Mumilaaq Qaqqaq an, der nach nur einer Amtszeit zurücktrat. Während ihres Wahlkampfs betonte sie die Bedeutung der Beteiligung junger Menschen an der Politik. Nunavut ist mit einem Durchschnittsalter von 25,8 Jahren die jüngste Provinz/Territorium Kanadas.
Während ihrer Amtszeit konzentrierte sich sie auf die Themen Wohnen, Gesundheitswesen und natürliche Ressourcen. 
Idlout kritisierte die Regierung der Liberalen Partei unter Justin Trudeau für ihr Versagen bei der Bewältigung der Wohnungskrise im Territorium. Idlout und ihr Vorgänger Mumilaaq Qaqqaq nannten Überbelegung und mangelnde Instandhaltung als Hauptgründe für die Wohnungskrise. Die Krise wird durch die hohen Kosten für den Bau von Häusern in den abgelegenen arktischen Siedlungen Nunavuts verschärft.
Sie setzte sich dafür ein, dass die Regierung von Nunavut einen größeren Anteil an den Gewinnen aus den natürlichen Ressourcen des Territoriums erhält. Gleichzeitig lehnte sie aus Umweltbedenken mehrere Bergbauprojekte ab.
Zum Thema Gesundheitswesen setzt sich Idlout für eine bessere psychiatrische Versorgung (Nunavut hat die höchste Selbstmordrate in Kanada) und Altenpflege in Nunavut ein. Insbesondere hat sie sich für mehr Ressourcen für die Altenpflege eingesetzt, da viele Senioren mit komplexen Erkrankungen nach Ottawa oder Edmonton umgesiedelt werden, weil es in ihren Heimatgemeinden an Personal und Einrichtungen mangelt.